# PicoDragon
PicoDragon là một vệ tinh nhân tạo siêu nhỏ, theo chuẩn 1U nhỏ nhất của chương trình 
CubeSat, do Trung tâm Vệ tinh Quốc gia Việt Nam (VNSC) thuộc Viện Hàn lâm Khoa học và Công nghệ Việt Nam (VAST) chế tạo và hoạt động trên không gian trong 3 tháng.
PicoDragon là sản phẩm của Việt Nam, với sự giúp đỡ của Nhật Bản, trong việc nghiên cứu và chế tạo vệ tinh nhân tạo. Mục tiêu của dự án hợp tác này là phát triển công nghệ vũ trụ nói chung và đào tạo nguồn nhân lực cho việc nghiên cứu chế tạo vệ tinh của Việt Nam, nói riêng. Đây là vệ tinh thử nghiệm đầu tiên của Việt Nam mà hoạt động thành công trên không gian. Trước đây Việt Nam đã có Vệ tinh nano F-1 của Đại học FPT nhưng không hoạt động thành công vì mất tín hiệu ngay khi được thả.

## Mô tả
PicoDragon có kích thước 10 x 10 x 11,35 cm, khối lượng 1 kg (Cubesat 1U). Trọng lượng chính là từ một máy chụp ảnh.. Việc phát triển và chế tạo do các nhân viên của Trung tâm Vệ tinh Quốc gia Việt Nam thực hiện, còn quá trình kiểm tra rung động, nhiệt và một số thử nghiệm khác được tiến hành tại Nhật Bản. Nhiệm vụ của vệ tinh là chụp ảnh Trái Đất, đo đạc một số thông số vệ tinh và môi trường vũ trụ bởi các cảm biến gắn trên vệ tinh và thử nghiệm thông tin liên lạc với mặt đất.

## Hành trình

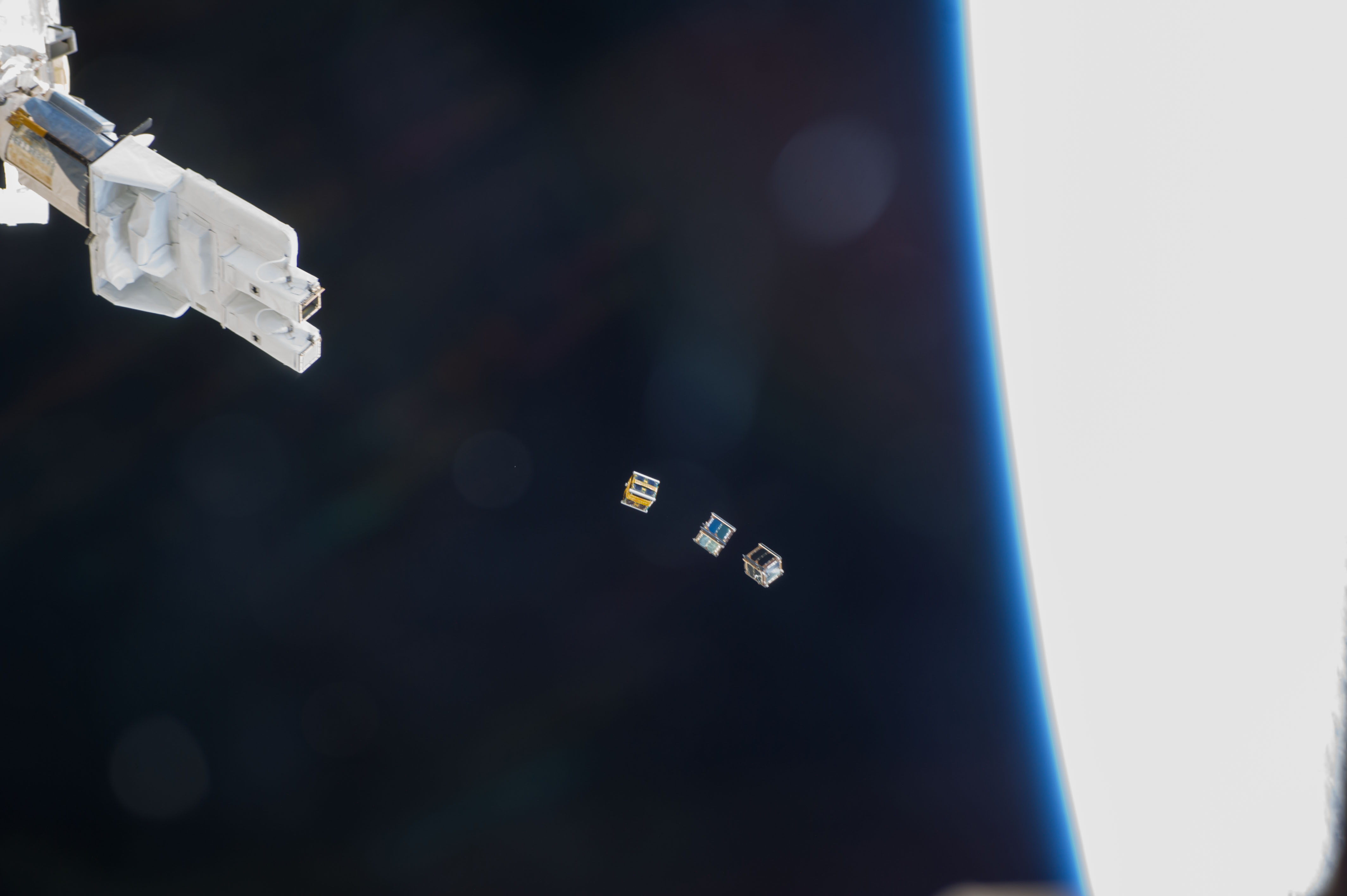
Ba vệ tinh siêu nhỏ Cubesat (trong số đó có Pico Dragon) được phóng từ một thiết bị khởi động đặc biệt (Small Satellite Orbital Deployer (SSOD)) gắn liền với cánh tay robot từ ISS ngày 19/11/2013

Lúc 2 giờ 48 phút (giờ UTC+7) ngày 4 tháng 8 năm 2013, PicoDragon cùng với các vệ tinh Ardusat-1, Ardusat-X, TechEdSat-3 của Hoa Kỳ và người máy Kirobo của Nhật Bản được phóng lên vũ trụ từ bãi phóng Tanegashima bằng tên lửa Kounotori của Nhật. Trước khi chính thức phóng ra không gian để hoạt động, PicoDragon được giữ lại trạm không gian ISS để kiểm tra.
Vào ngày 19/11/2013 (giờ Việt Nam), PicoDragon được đẩy ra từ Trạm Vũ trụ Quốc tế (ISS) đưa vào quỹ đạo. Chỉ 4 giờ sau, những tín hiệu đầu tiên đã được thu nhận thành công bởi các trạm mặt đất tại Nhật Bản. Tiếp sau đó, Trạm mặt đất đặt tại VNSC cũng đã nhận được tín hiệu từ PicoDragon. Trước đó, ngày 04/08, vệ tinh PicoDragon đã được phóng thành công lên Trạm ISS qua tàu vận chuyển HTV4 của Nhật Bản. Sau hơn ba tháng hoạt động trên quỹ đạo, PicoDragon - vệ tinh siêu nhỏ đầu tiên của Việt Nam đã hoàn thành nhiệm vụ và bốc cháy khi đi vào bầu khí quyển như dự định.

## Nhiệm vụ
Hoạt động của PicoDragon đã được cho là tương đối ổn định và trong 3 tháng làm việc, nó đã phát tín hiệu quảng bá là "PicoDragon Việt Nam" đến các trạm thu sóng trên mặt đất.
Theo tiến sĩ Phạm Anh Tuấn, giám đốc của VNSC, sau dự án PicoDragon, Việt Nam dự tính sẽ chế tạo các vệ tinh cỡ lớn hơn (10 kg vào năm 2015 và 50 kg vào năm 2017) và đến năm 2020 sẽ phóng vệ tinh quan sát trái đất nặng 500 kg.

## Thông số kỹ thuật
Nguồn:
- Kích thước: 100 x 100 x 113,5 mm
- Khối lượng: 0,983 kg
- Thời gian hoạt động dự kiến: 3 tháng
- Quỹ đạo:
  - Độ cao ban đầu: 410 km
  - Góc nghiêng: 51,6 độ
- Cảm biến:
  - Máy chụp ảnh CMOS (640 x 480 dpi) để thu hình ảnh Trái Đất
  - Cảm biến góc quay 3 trục (quay hướng lên-xuống, quay đổi hướng trái-phải, quay nghiêng thân sang trái-phải)
- Liên lạc bằng sóng vô tuyến:
  - Đài phát sóng liên tục 100 mW tần số 437.250 MHz
  - Liên kết xuống viễn trắc (telemetry downlink) 1k2 bps AFSK 800 mW AX.25 tần số 437.365 MHz
  - Liên kết lên (uplink) sóng tần số rất cao dùng cho việc điểu khiển